# Shojsanamjon Toshpulatova
Shojsanamjon Toshpulatova (4 de mayo de 1997) es una deportista uzbeka que compite en natación adaptada. Ganó tres medallas de bronce en los Juegos Paralímpicos de Verano, en los años 2016 y 2020.

## Palmarés internacional
| Juegos Paralímpicos | Juegos Paralímpicos     | Juegos Paralímpicos | Juegos Paralímpicos |
| Año                 | Lugar                   | Medalla             | Prueba              |
| ------------------- | ----------------------- | ------------------- | ------------------- |
| 2016                | Río de Janeiro (Brasil) | Medalla de bronce   | 50 m libre S13      |
| 2016                | Río de Janeiro (Brasil) | Medalla de bronce   | 200 m estilos SM13  |
| 2020                | Tokio (Japón)           | Medalla de bronce   | 200 m estilos SM13  |